# Arapiles (Madrid)
Arapiles és un barri del districte de Chamberí, a Madrid. Limita al nord amb el barri de Vallehermoso, a l'oest amb Gaztambide, a l'est amb Trafalgar i al sud amb Universidad (Centro). Està delimitat al nord pel Carrer de Céa Bermúdez, a l'est pels carrers de Bravo Murillo i San Bernardo, a l'oest pel carrer de Blasco de Garay i al sud pel carrer d'Alberto Aguilera.
Entre els edificis i indrets més emblemàtics del barri hi ha el Teatro del Canal i el Col·legi Major de Santa María d'Europa, adscrit a la Universitat Central de Madrid.